# Reinhard Machold
Reinhard Machold (ur. 11 listopada 1879 w Bielsku, zm. 6 lutego 1961 w Grazu) – austriacki polityk socjaldemokratyczny związany ze Styrią, pierwszy po II wojnie światowej gubernator Styrii.

## Życiorys
Problemy finansowe uniemożliwiły mu podjęcie studiów, wyuczył się więc zawodu drukarza. Ze względu na zaangażowanie w działalność związkową został zmuszony do opuszczenia rodzinnego miasta. W 1901 r. wyjechał do Grazu – stolicy Styrii. Podjął pracę w drukarni uniwersyteckiej Leykam, stając wkrótce na czele tamtejszych związkowców. W latach 1910–1916 był wiceprzewodniczącym socjaldemokratycznego Stronnictwa Przedsiębiorców Styrii, w latach 1916–1926 prezesem Styryjskiej Spółdzielni Konsumentów, a w latach 1926–1934 dyrektorem Powiatowej Kasy Chorych w Grazu.
Początki kariery politycznej Macholda w Socjaldemokratycznej Partii Robotniczej Austrii (SDAPÖ) sięgają roku 1911, kiedy z list tej partii został wybrany na czteroletnią kadencję do grazkiej rady miejskiej. Później był członkiem pierwszego styryjskiego rządu (Landratu) po proklamowaniu republiki w 1919 r. oraz dwukrotnie (1920–1923 i 1928–1930) deputowanym Rady Federalnej – reprezentacji krajów związkowych w Wiedniu. W latach 1925–1930 stał na czele styryjskich socjaldemokratów, a w grudniu 1930 r. został mianowany zastępcą gubernatora Styrii. Po dojściu w lutym 1934 r. do władzy austrofaszystów, Macholda zwolniono ze stanowiska i na osiem miesięcy aresztowano. Drugi raz aresztowali go naziści w roku 1944.
W maju 1945 r., kiedy reżim nazistowski upadał, Machold zainicjował powstanie, złożonego z przedstawicieli socjaldemokratów (teraz SPÖ – Socjalistyczna Partia Austrii), chadeków i komunistów, tymczasowego Rządu Krajowego Styrii (Landratu). Stając na jego czele stał się pierwszym powojennym gubernatorem tego landu. Rząd ten uznały zarówno brytyjskie, jak i radzieckie siły okupacyjne. W pierwszych demokratycznych wyborach, które odbyły się listopadzie 1945 r., socjaliści wygrali, a Machold podobnie jak na początku lat 30. został zastępcą gubernatora, jednocześnie aż do 1960 r. będąc prezesem styryjskiego oddziału SPÖ. Stanowisko gubernatora pełnił jeszcze krótko w drugiej połowie 1947 r. w związku z chorobą Antona Pircheggera. W 1954 r. ponownie wybrano go do Rady Federalnej (Bundesratu). Mandat pełnił do śmierci.
Za swoje zasługi Reinhard Machold został odznaczony Pierścieniem Honorowym Kraju Związkowego Styria. Ma również honorowe obywatelstwo Grazu.